# 도쿄 음악대학
도쿄 음악대학（일본어: 東京音楽大学, とうきょうおんがくだいがく）은 도쿄도 도시마구에 있는 사립 음악대학이다.
일본의 사립 음악대학 가운데 가장 역사가 길다. 전신인 도요 음악학교 때부터 서양 음악과 동양 음악의 균형 연구를 지향하는 학풍을 갖고 있어, 일본 음악 연구에 노력을 기울이고 있다.

## 연혁
- 1907년 : 도요 음악학교 창설
- 1911년 : 도요 음악전문학교로 개칭
- 1954년 : 도요 음악단기대학 개교
- 1963년 : 4년제 도요 음악대학 설치
- 1969년 : 도쿄 음악대학으로 개칭
- 2007년 : 개교 100주년

## 학부
- 음악학부
  - 성악 전공
  - 기악 전공
  - 작곡지휘 전공
  - 음악교육 전공

## 대학원
- 음악연구과
  - 성악 전공
  - 기악 전공
  - 작곡지휘 전공
  - 음악교육 전공